# Oud gemeentehuis (Deerlijk)
Het oud gemeentehuis is een voormalig gemeentehuis en herberg in de Belgische gemeente Deerlijk. Het imposante gebouw behelst meer dan 200 jaar Deerlijkse geschiedenis. De Croone opende in 1731 de deuren met de Heer Joseph Monteyne als uitbater. Deze herberg was toen in Deerlijk de enige met een bijhorende brouwerij. Overnachten kon.

Prentkaartbrief van herberg De Kroon omstreeks 1908.

## Geschiedenis

### De Croone: 1731-1787
De vorstelijke ordonnantie van 21 juli 1779 (Maria Theresia van Oostenrijk) verplichtte de lokale besturen van het graafschap Vlaanderen een lijst te maken van alle herbergen en drankhuizen met de naam van de herbergier en het uithangbord. Dit edict kwam er als reactie op het stijgende alcoholmisbruik. Zo werd in Deerlijk een lijst opgemaakt. Op deze inventaris van de Deerlijkse herbergen is de oudste vermelding van "De Croone" te vinden onder het nummer 3:

"het huys ende herberghe bewoont by Joseph Monteyne daer annex de brauwerije unicq binnen dese prochie genaemt de Croone ende van sulckx hebbende een uythangh berdt, aldaer ventende Wyn, Bier, ende Brandewijn goet Logist te voet ende te peirde sedert den jaere 1731 hebbende tot dies geen ander octroy ofte permissie als de voornoemde possessie sedert den voornoemden jaere".

### La Couronne d'Or: 1787-1788
In 1787-1788 stond "De Croone" vermeld onder de naam "La Couronne d'Or" toen de herberg eveneens dienst deed als theaterzaal voor de “Geassocieerde Redenspreuk Minnaars”.

### De Croone: 1788-1830
De heer Petrus Vantomme kocht in 1788 de herberg met brouwerij en de oorspronkelijke naam werd in ere hersteld. Hij verpachtte de herberg verder.

### Gemeentehuis: 1830-1940
Tijdens de Belgische Revolutie van 1830 werd de herberg 'de verzamelplaats' van de 5de afdeling van de burgerwacht. In die periode verhuisde de gemeenteraad naar De Croone en kreeg hierdoor in de volksmond de naam "het Gemeentehuis". 

In 1859 kocht de Kortrijkse brouwer Charles Lust (Brouwerij Lust) de herberg maar hij werd in 1893 onteigend wegens verbreding van de Harelbekestraat. De heer Lust deed een tegenvoorstel aan het gemeentebestuur om het oude pand zelf en op eigen kosten te slopen en een nieuwe herberg met aanhorigheden op te bouwen als de gemeente deze 25 jaar lang wilde pachten. Het gemeentebestuur ging hiermee akkoord en zo geschiedde:

“Het Kollegie van Burgemeester en Schepenen der gemeente Deerlijk, provincie West-Vlaanderen, Gezien de vraag van Mijnheer Emiel Lust, bierbrouwer, wonende te Kortrijk, strekkende om een nieuw woonhuis te mogen (bouwen) met afhankelijkheden op de plaats te Deerlijk op den grond waar het tegenwoordig gemeentehuis gebouwen is langs de kalzijde van Harelbeke naar Caster… Voornoemden Heer Lust Emile is bemachtigd om, … de voornoemde bebouwing uit te voeren mits … ".
De naam "Het Gemeentehuis" werd geofficialiseerd bij de heropbouw en samen met de bouwdatum gegriffeld in de topgevel. Kosten nog moeite werden gespaard bij het ontwerp. Op de verdieping bevond zich een raad- en trouwzaal en secretariaat voor het gemeentebestuur. Er was een gevang en paardenstallen voor reizigers. De middenstandsbond (gesticht in 1922) en het vlasblazen verbond (gesticht in 1928) vestigden hier hun lokaal. Men kon er nog overnachten in 1933 wat blijkt uit het logementboek van 1933-1942. "Het gemeentehuis" was een hotel met gasten van ver over de landsgrenzen heen. Enkele van de bekende/beruchte logés waren generaal Hector Deprez en de oplichtster de valse gravin Nadia du val de Beaulieu (zie galerij: foto's logementboek en artikel gravin du Val).

### De Kroon: 1940-1991
Onder druk van de provinciale reglementering inzake gemeentegebouwen verhuisde in 1940 het gemeentehuis naar Kerkplein 8. Waar het in de oude gemeentewet van 1878 als enige juridische maatstaf voor de gemeentehuizen volstond een lokaal te huren vond de provincie dit nu onvoldoende voor gemeenten met meer dan 1000 inwoners. Door de wet diende er een pand aangekocht of gehuurd te worden. Omdat de gemeente niet over de fondsen beschikte een pand te kopen, huurden ze het huis aan de overkant van het Kerkplein waar vanaf 1 januari 1941 de officiële zetel van de gemeente gevestigd werd. De naam van de herberg wijzigde terug naar "De Kroon".
Anno 1945 huisde De Kroon het lokaal van de Deerlijkse afdeling van de socialistische coöperatie volksrecht, met winkel en volkshuis.
De heer Emiel Lust sloopte in 1961 de aanpalende paardenstallingen ten behoeve van een feestzaal en een bureel.

### Het Oud Gemeentehuis: 1991-heden
Met de nieuwe uitbaters (1991) kreeg de herberg opnieuw een andere naam: "Oud Gemeentehuis". In 1997 werden de feestzaal en de bibliotheek “ontvoogding” die er zich ondertussen had gevestigd afgebroken om plaats te maken voor een kledingzaak. De herberg is tegenwoordig nog steeds in handen van Brouwerij Haacht (overnemer van brouwerij Lust).
Het voormalig gemeentehuis/herberg met zijn historische gevel is een van de charmantste en met geschiedenis beladen gebouwen van de gemeente Deerlijk maar geen beschermd cultureel erfgoed.

## Ligging
Kerkplein 1, 8540 Deerlijk, België.

## Exterieur
Eclectisch bakstenen hoekhuis met versierde trapgevel en zadeldak.
Met uitzondering van de ramen die verbreed werden en het ijzeren balkon dat verdwenen is, versieren de oorspronkelijke elementen de voorgevel (afbeeldingen in de galerij):
- Ingebeitelde tekst "Gemeentehuis" en "1893"
- Boog met kroon (onduidelijk) ingeschilderd
- Twee bronzen sterren en twee bronzen leeuwenkoppen
- Twee rechthoekige en twee vierkante panelen van bloemenmotief in keramiek
- Arduinen gevelsteen met inscriptie: "Akten en Besluiten van het bestuur"
- Boven de trapgevel: smeedijzeren windwijzer met schild van Deerlijk
- Sierankers
- Boven de deur: saterkop in arduin

Langsgevel, kant van de Harelbekestraat, is getypeerd door lisenen verbonden door overhoekse muizentandfries. Afgeschuinde deurtravee onder overstek met de arduinen saterkop en eikenbladeren.

## Galerij (archief Leon Defraeye - Gemeente Deerlijk/eigen werk)

Oud zicht Kerkplein Deerlijk (links: balkon "De Kroon")
Prentkaartbrief van herberg "De Kroon" omstreeks 1900
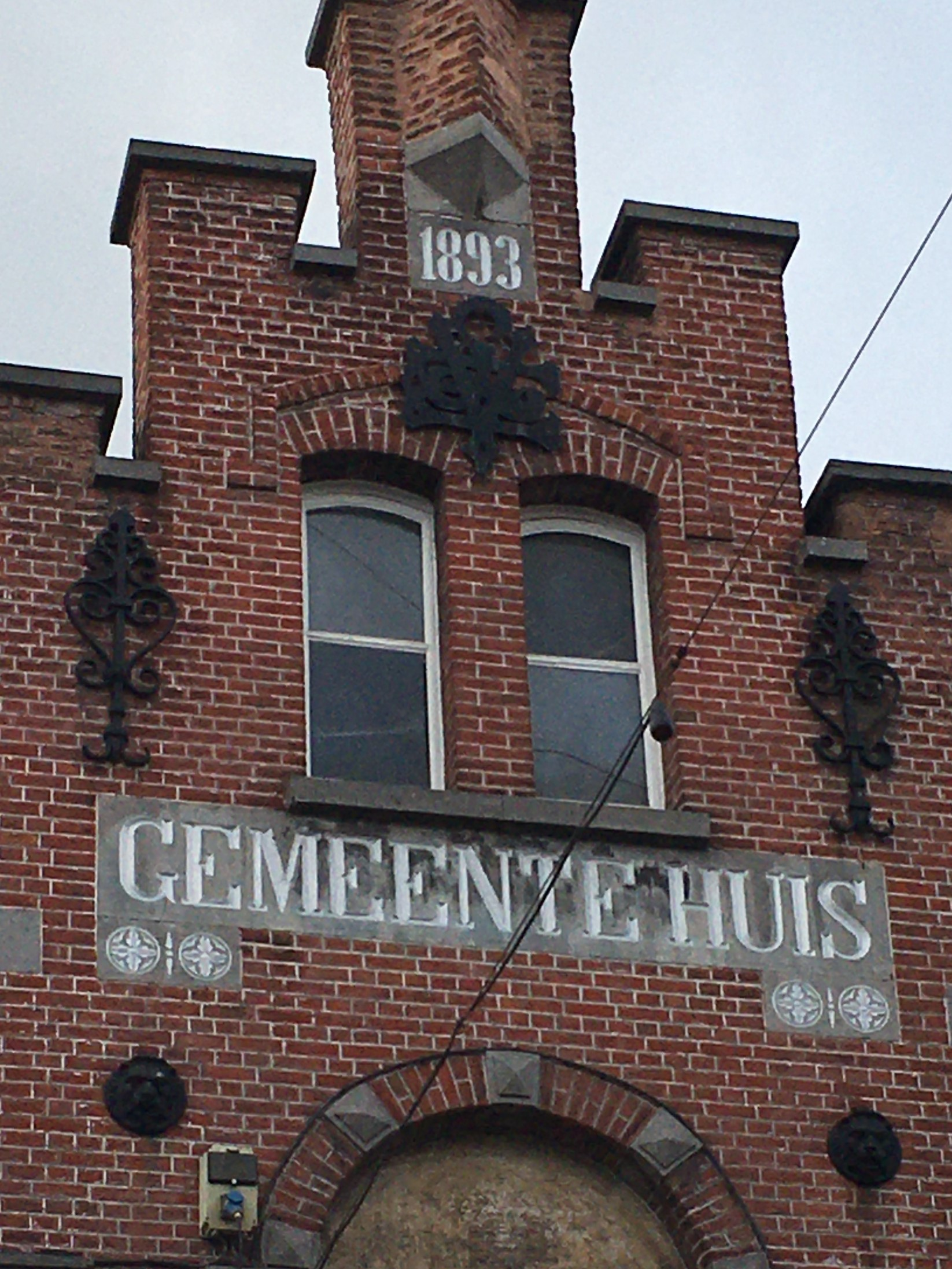
Ingebeitelde tekst "Gemeentehuis" en "1893"
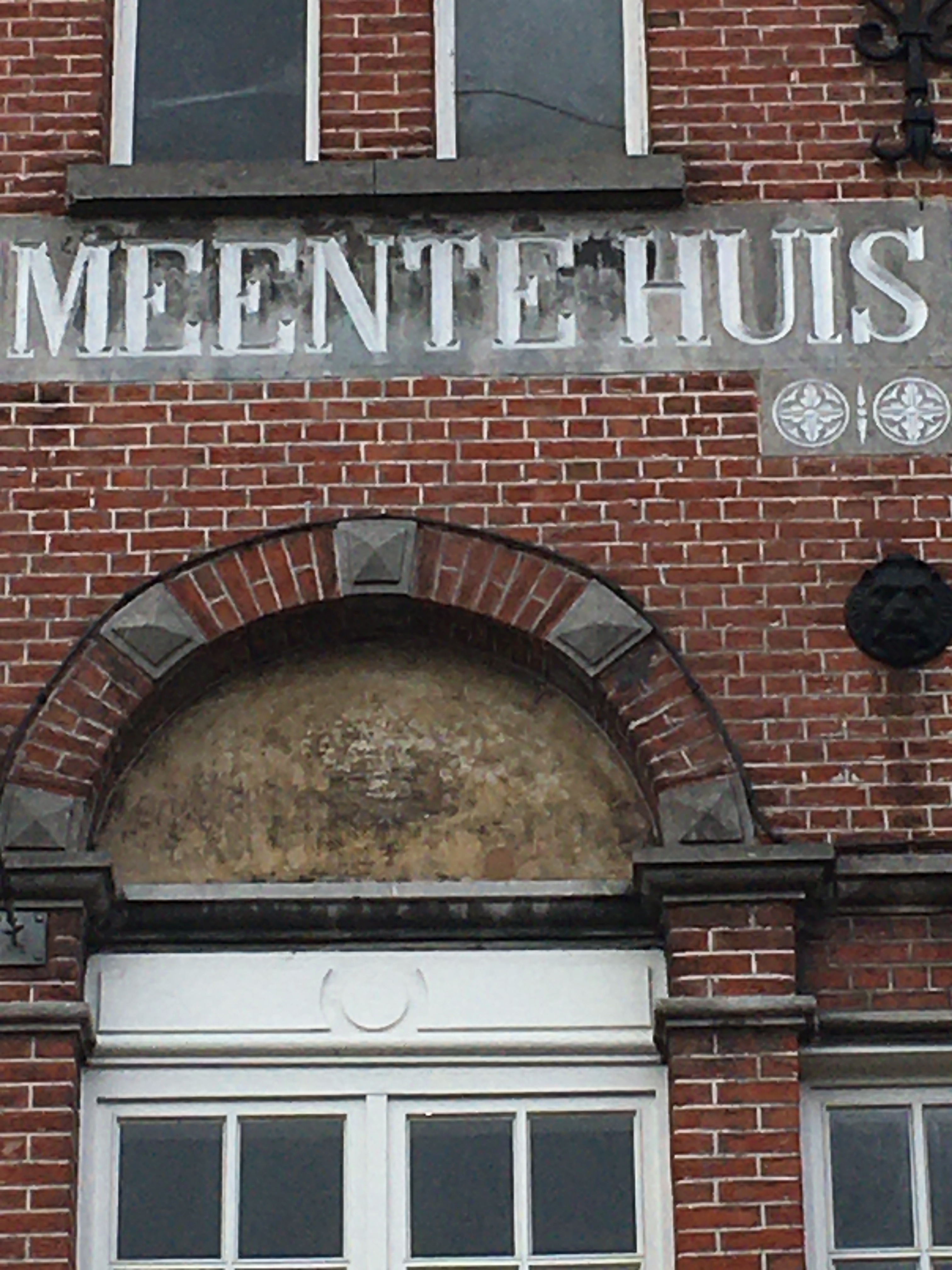
Boog met kroon (onduidelijk) ingeschilderd
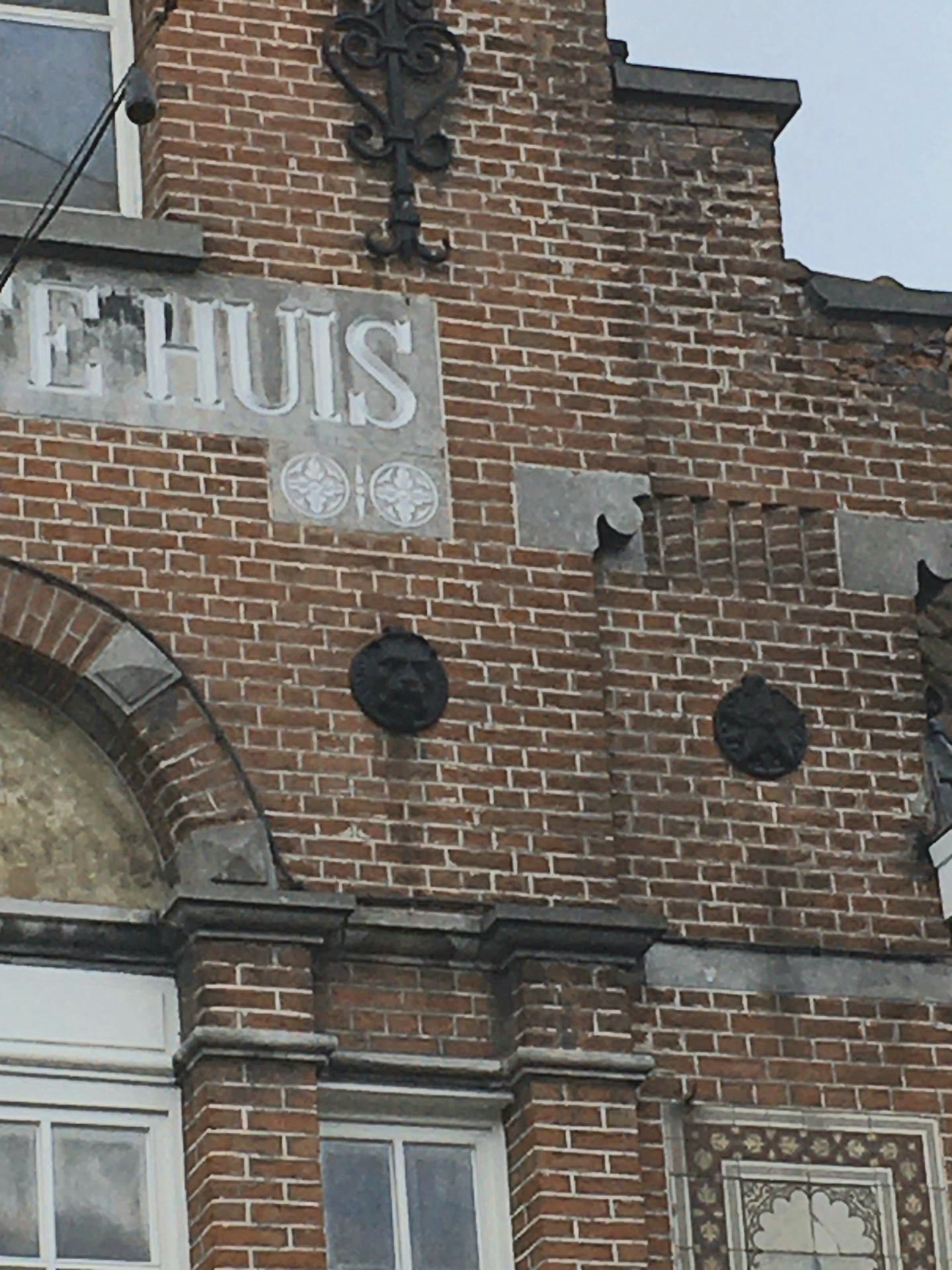
2 Bronzen sterren en 2 bronzen leeuwenkoppen
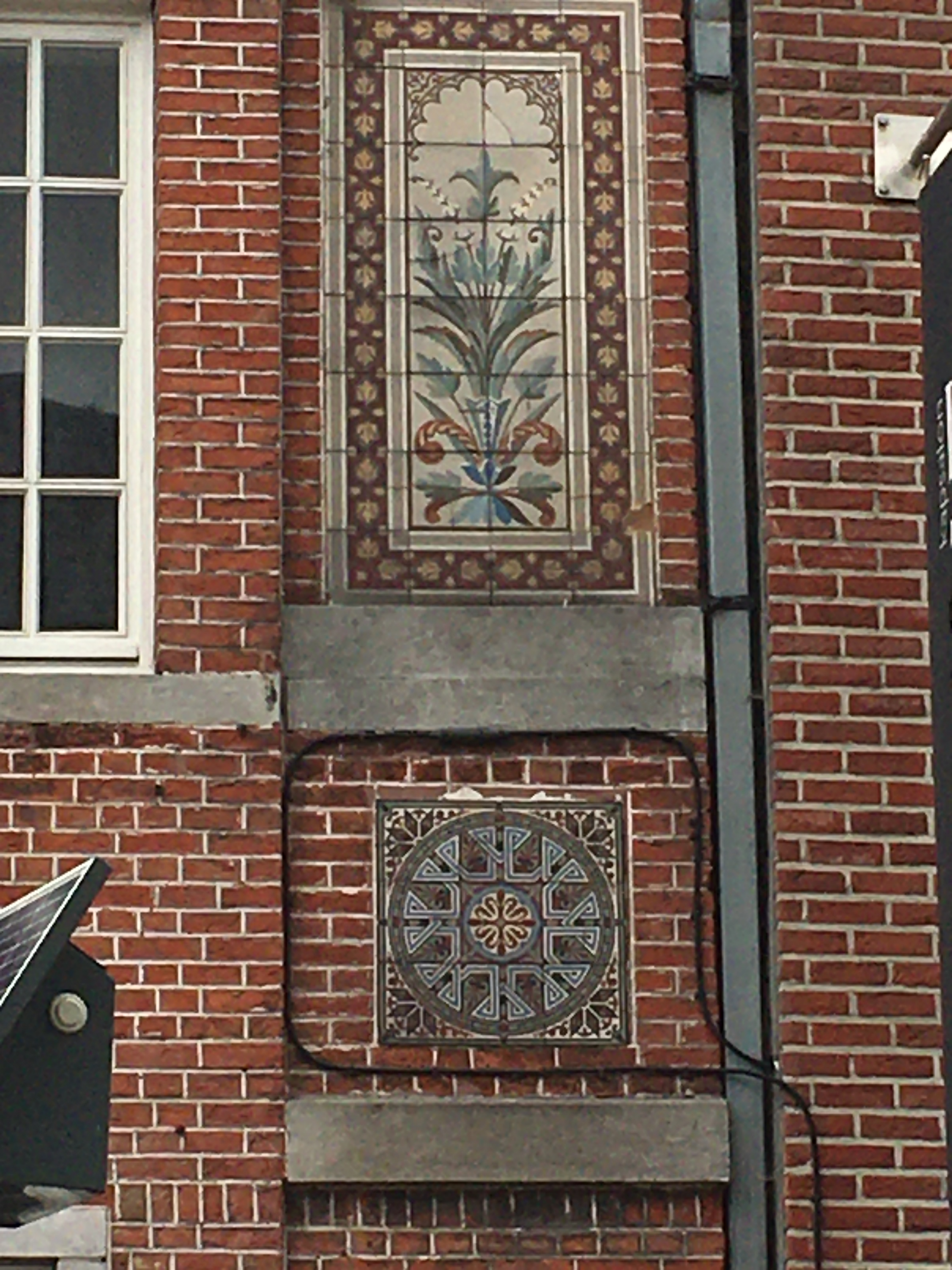
2 Rechthoekige en 2 vierkante panelen van bloemenmotief in keramiek
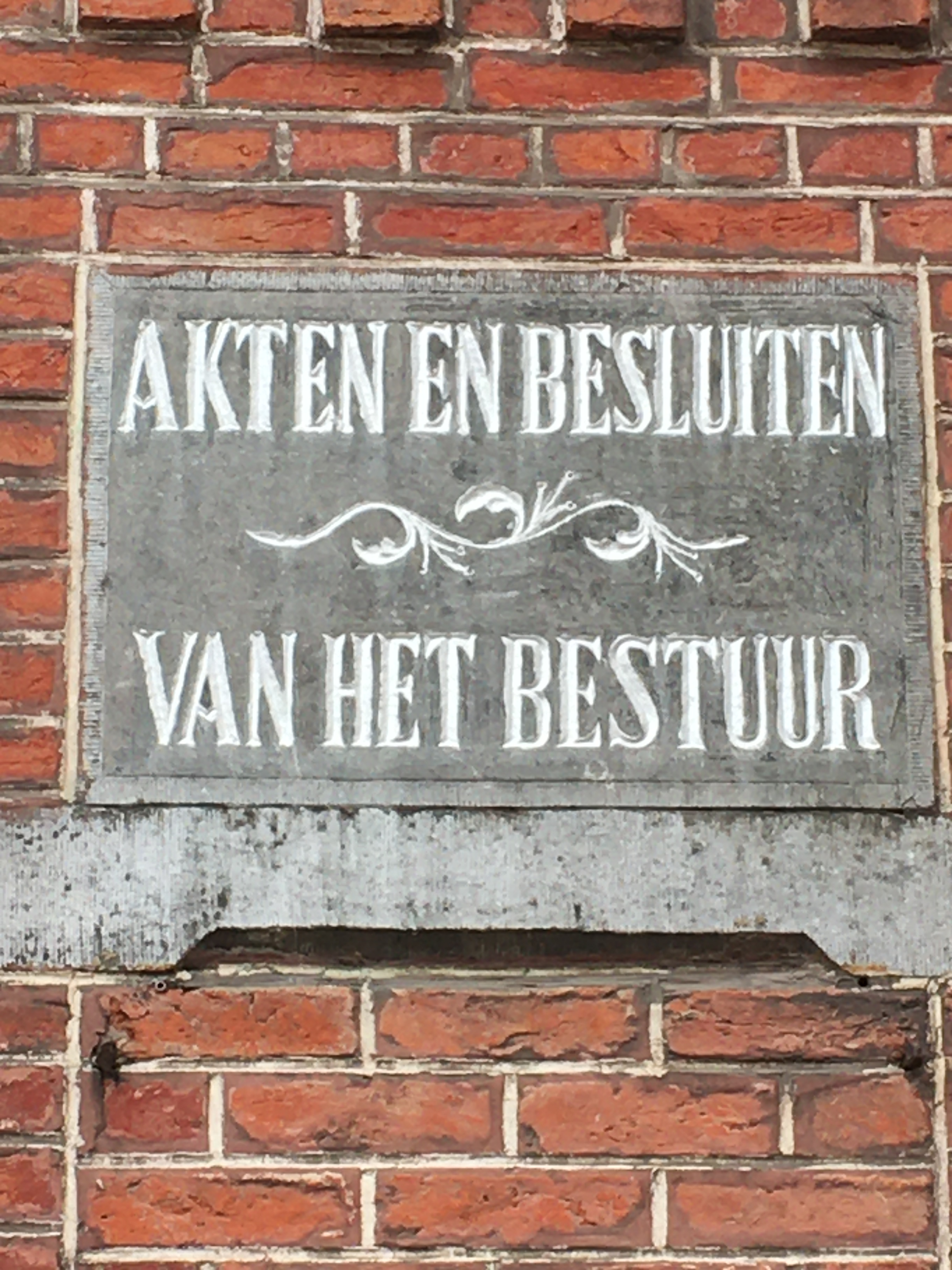
Arduinen gevelsteen met inscriptie: "Akten en Besluiten van het bestuur"
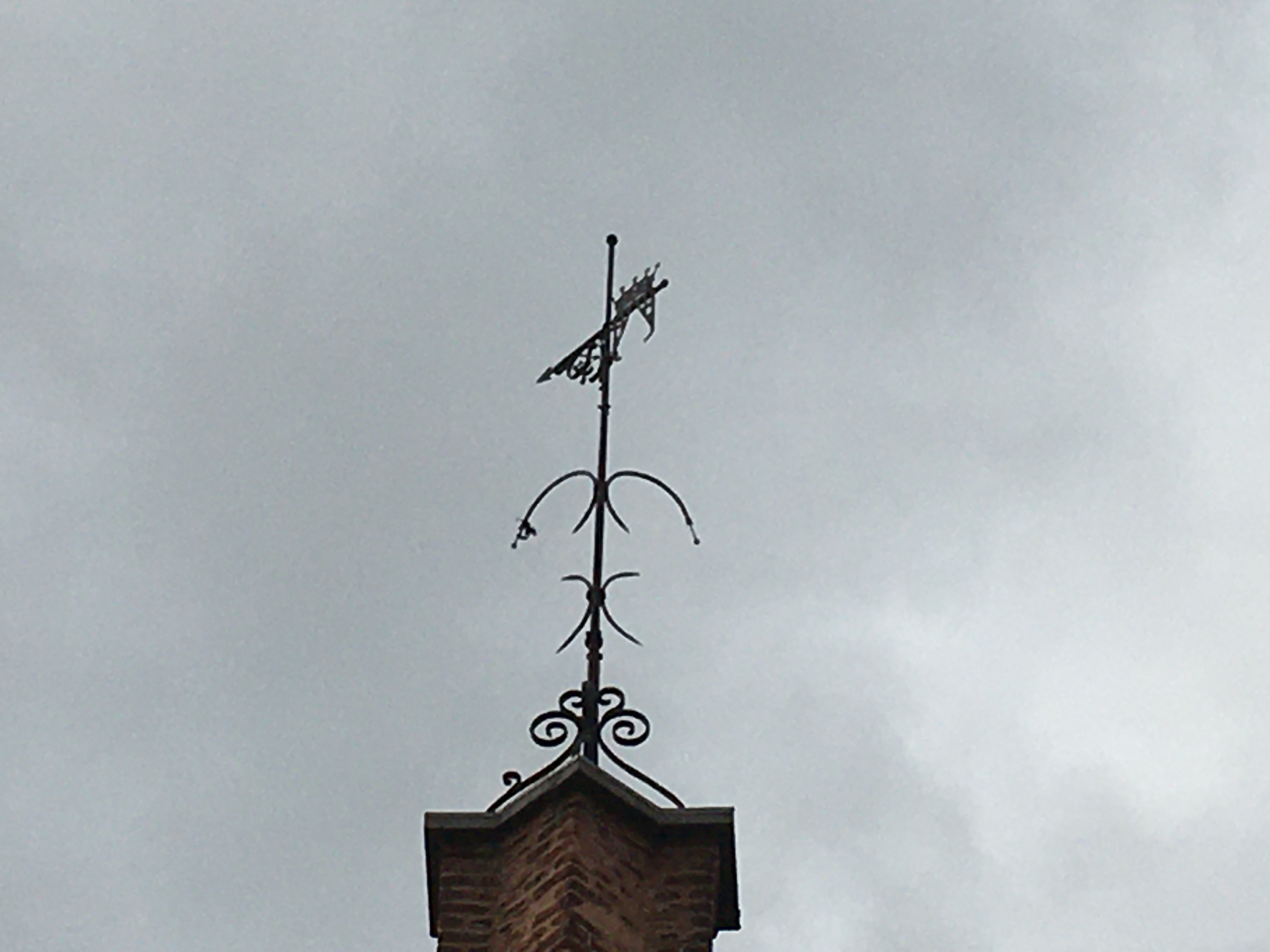
Boven de trapgevel: smeedijzeren windwijzer met schild van Deerlijk
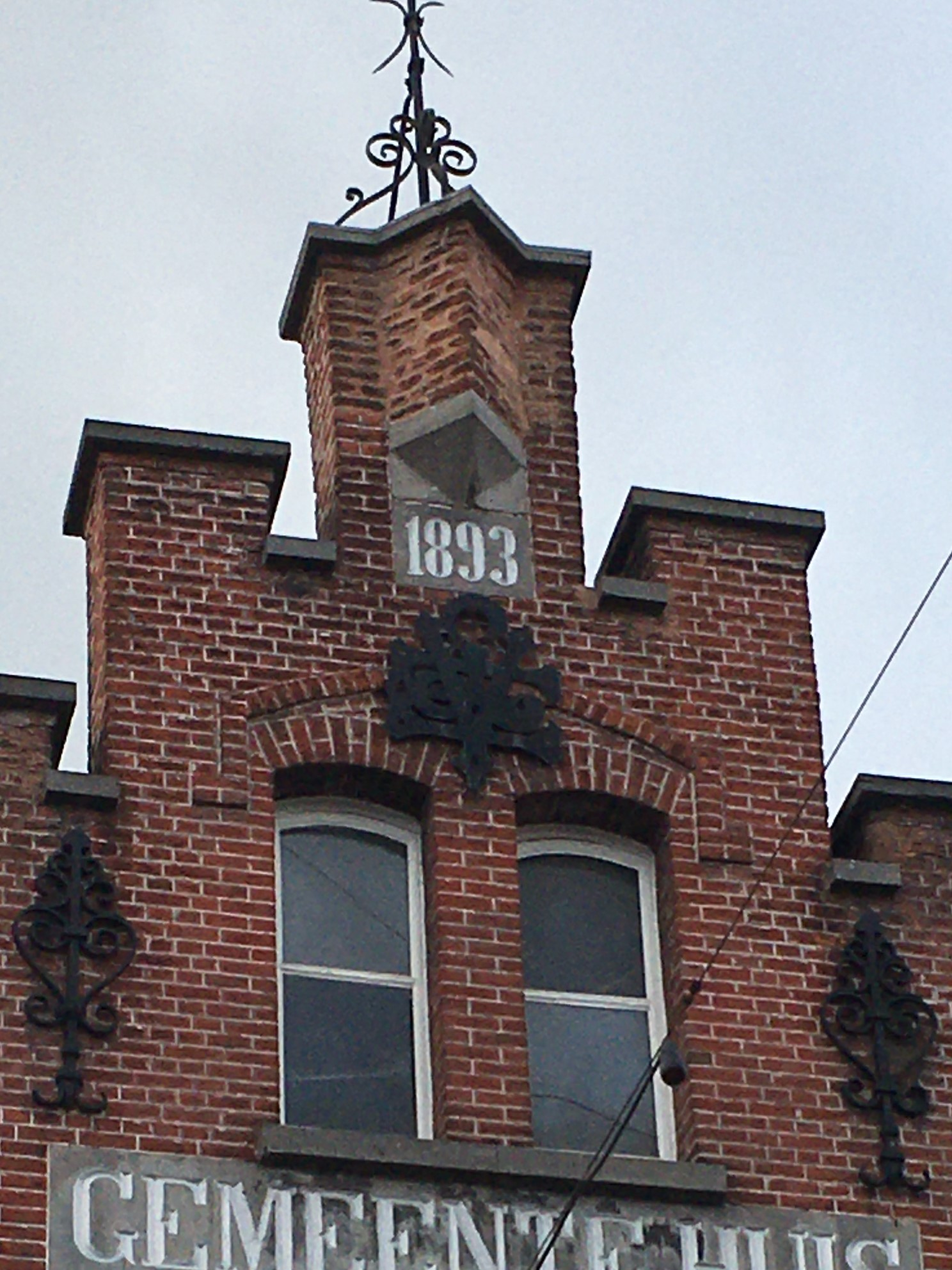
Sierankers
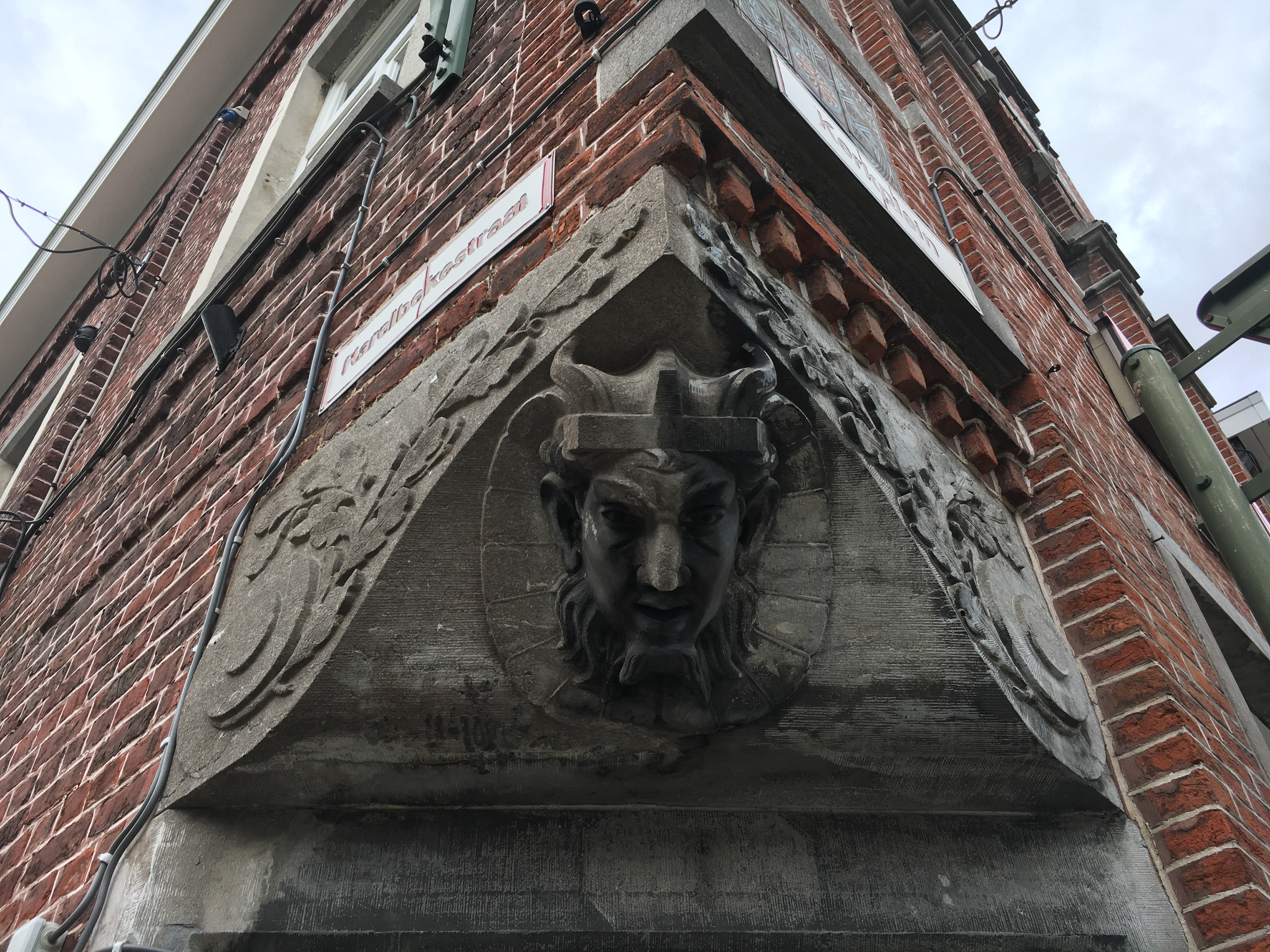
Boven de deur: saterkop in arduin
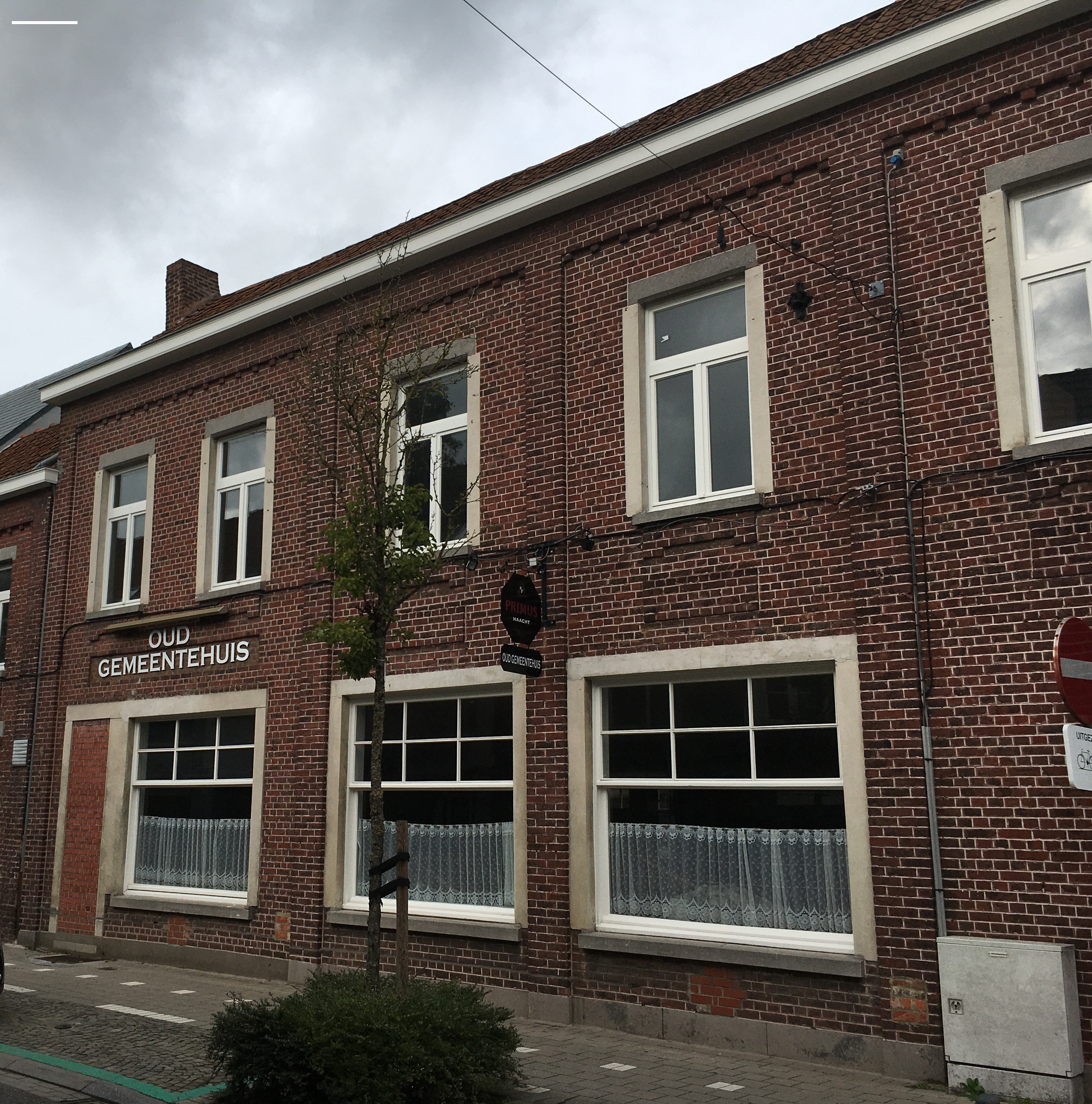
Langsgevel met lisenen en muizentandfries
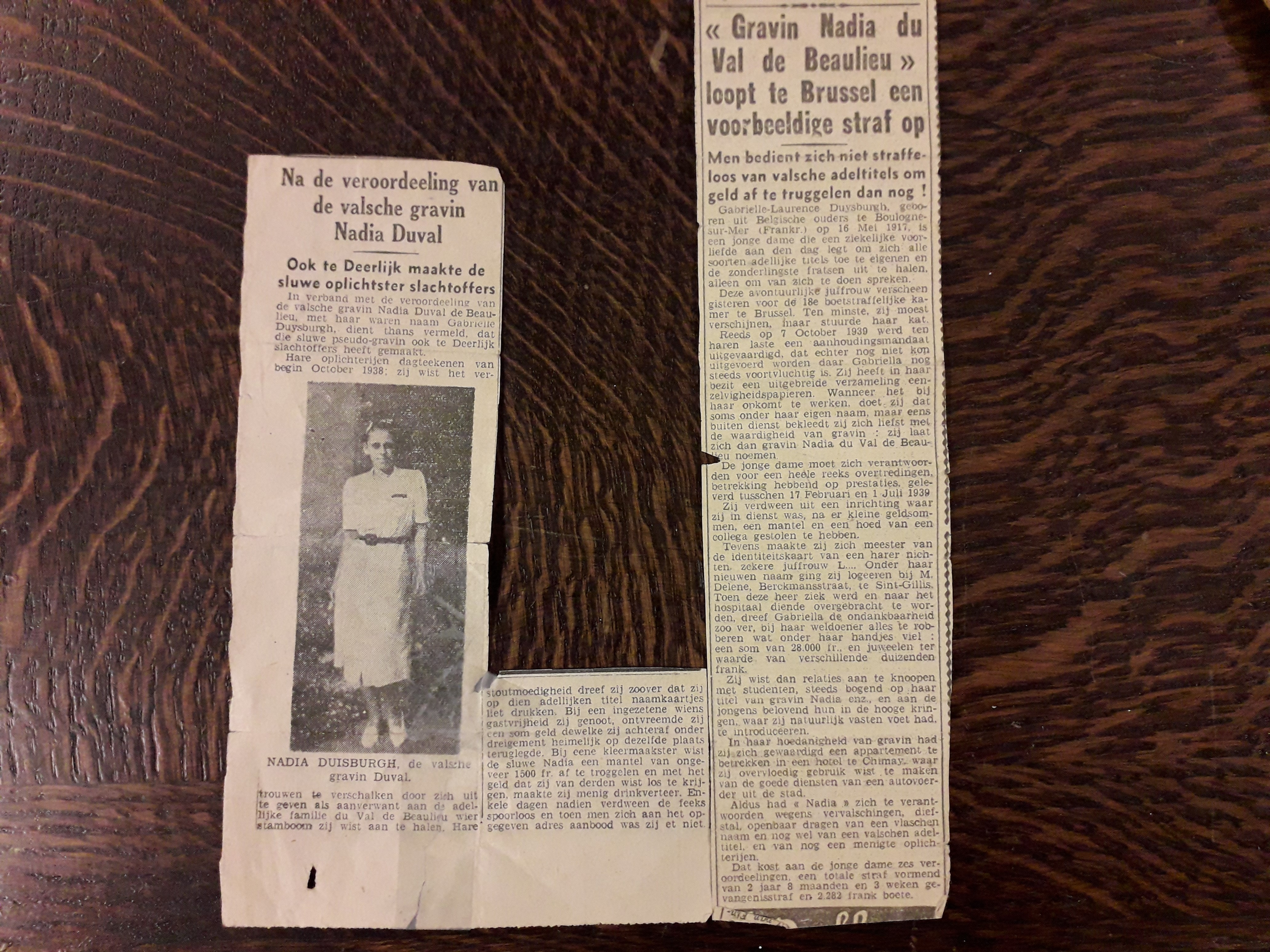
Artikel Gravin Nadia du Val de Beaulieu (bron onbekend)
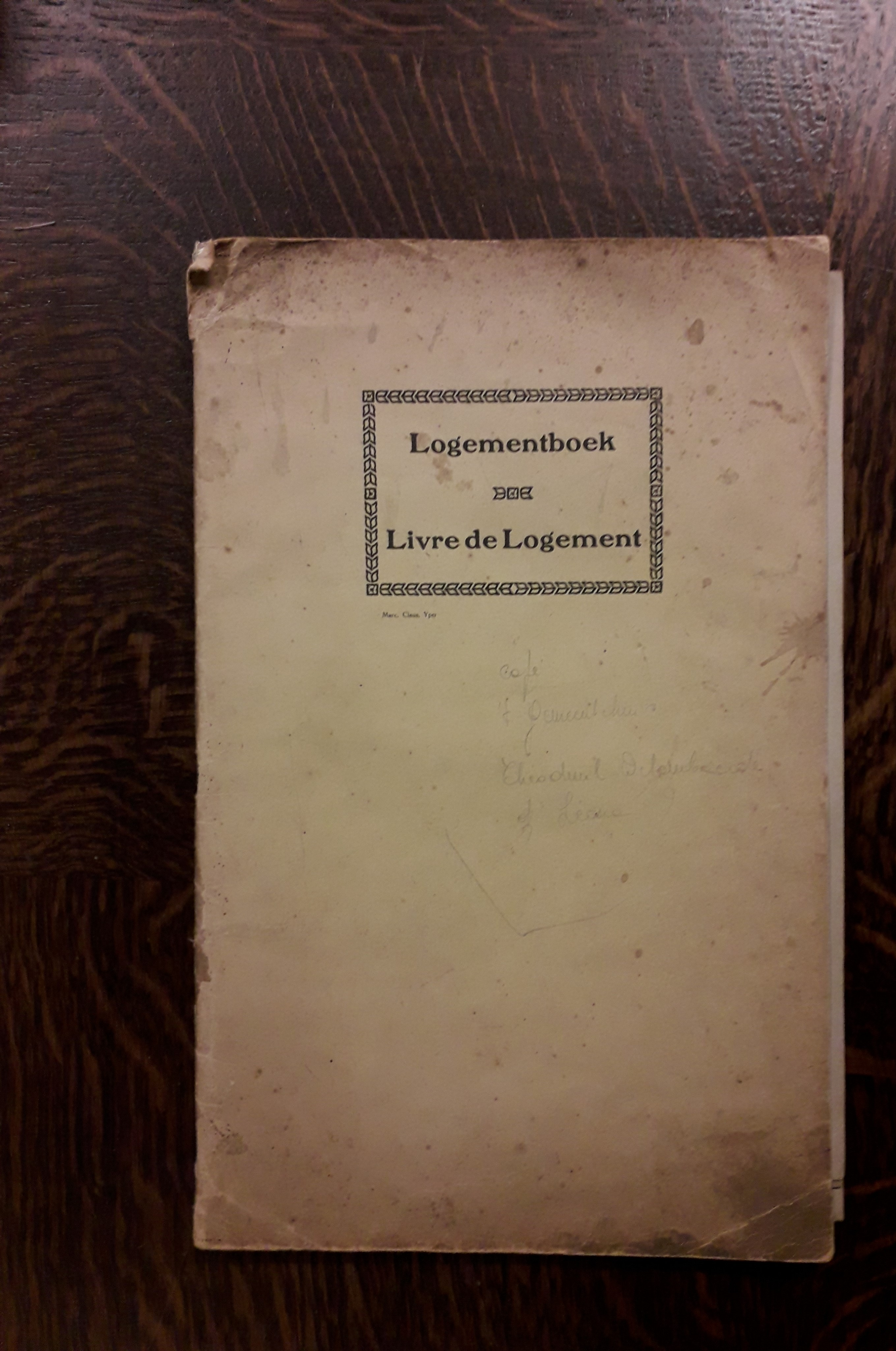
Logementboek 1933-1942 "Het Gemeentehuis"
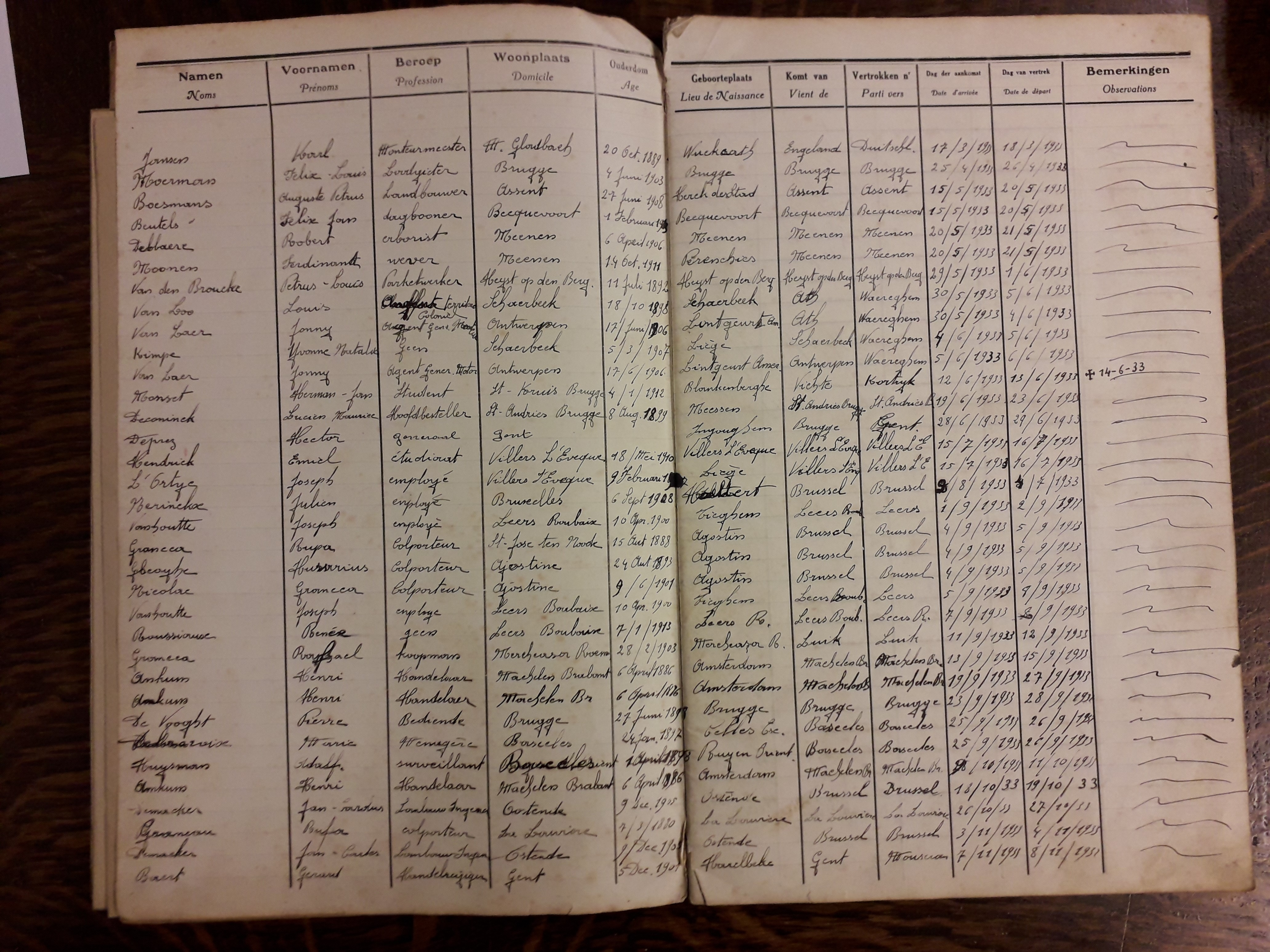
Logementboek 1933-1942 "Het Gemeentehuis"
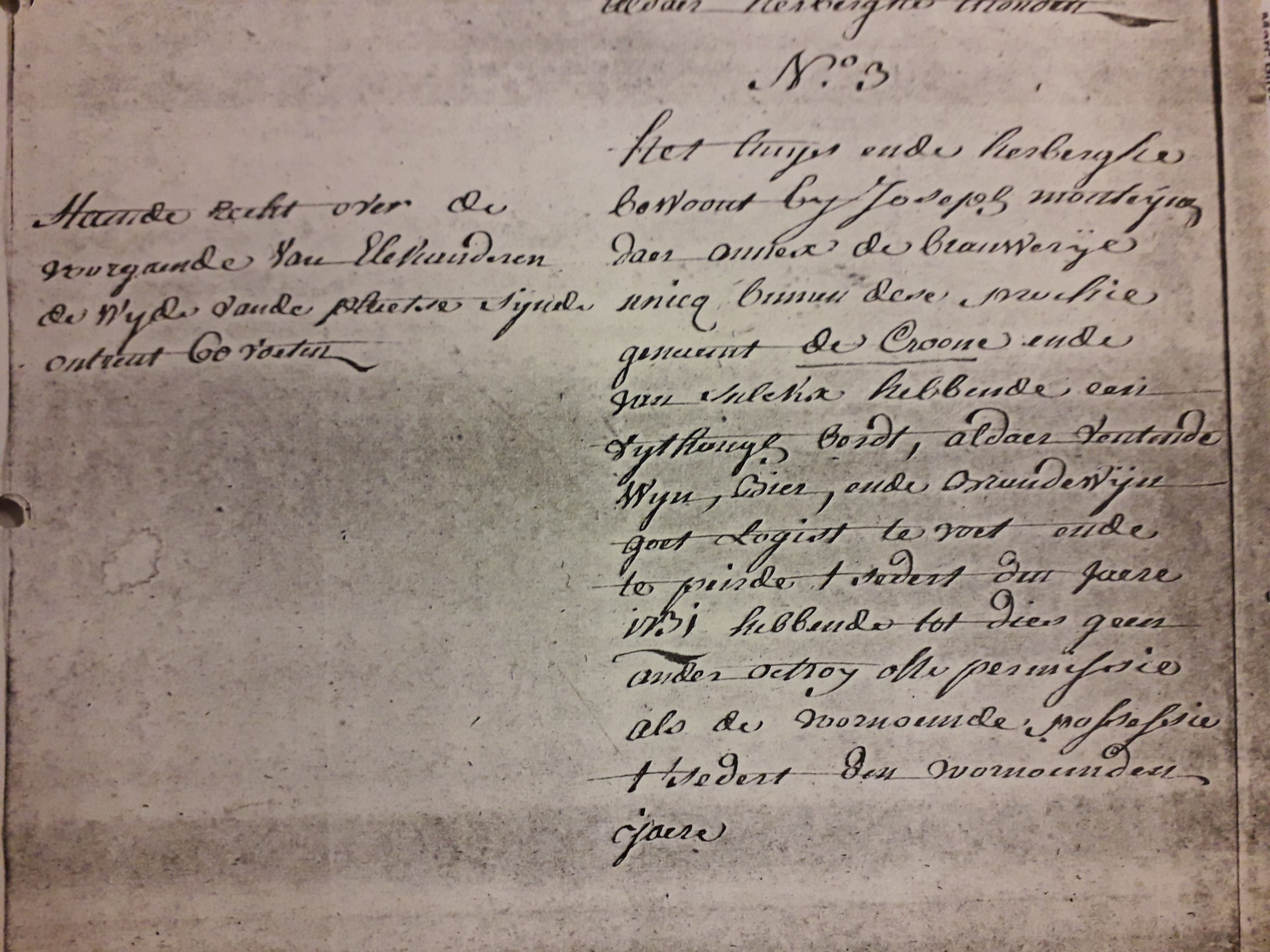
Nr3. van Inventaris herbergen Deerlijk t.g.v. "Edict 21 juli 1779"
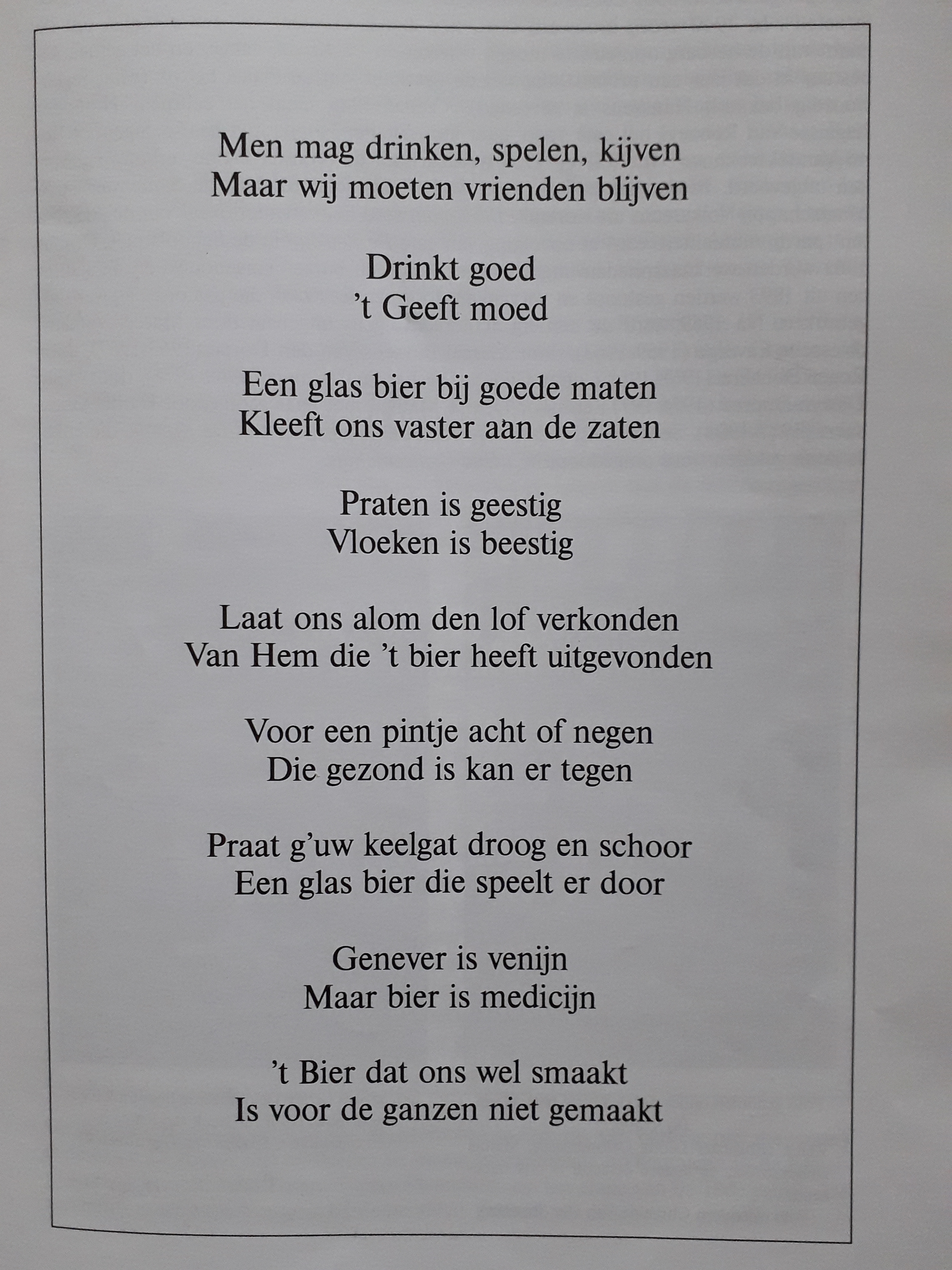
Spreuken op de muur van de biljartkamer
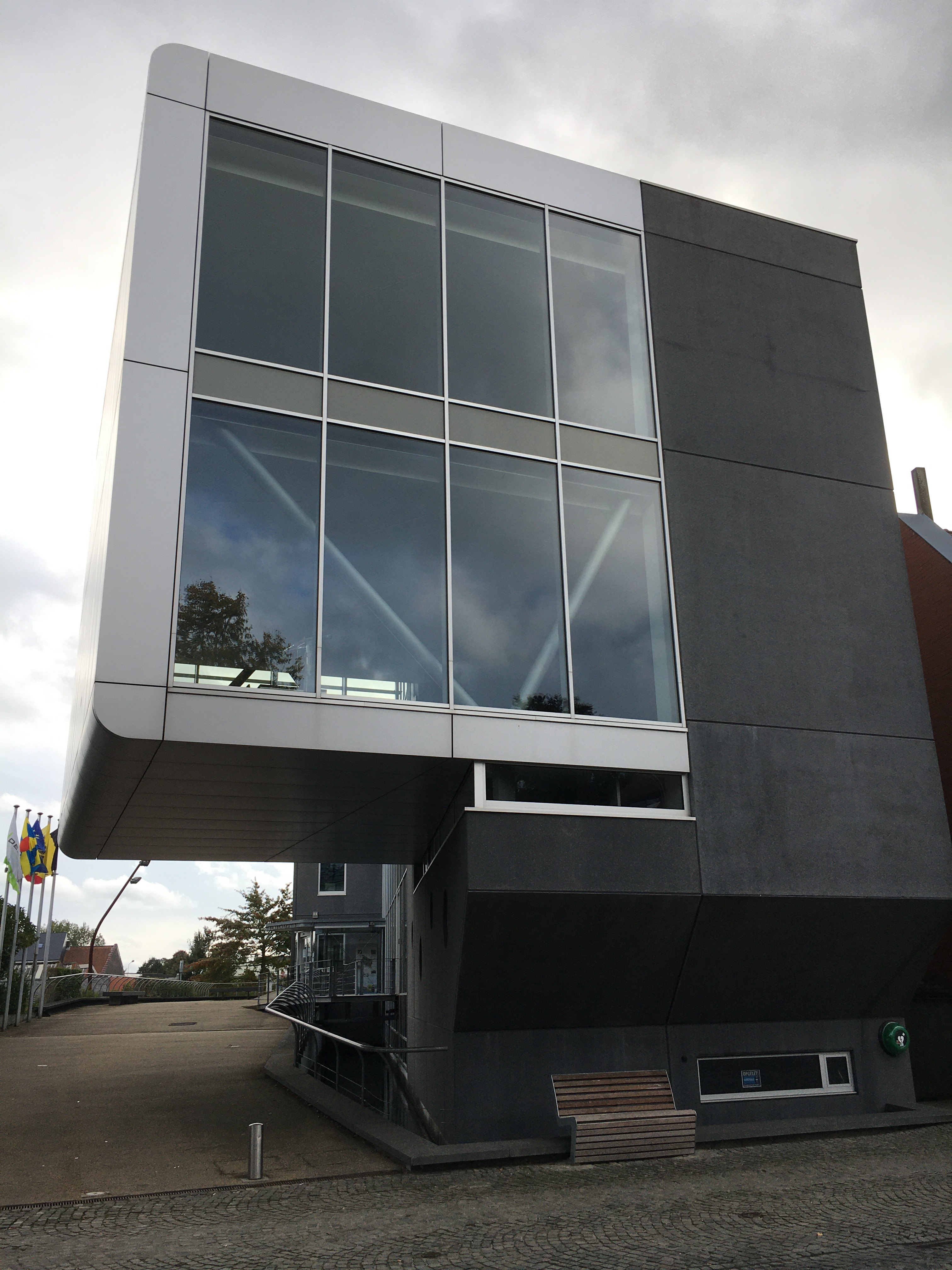
Nieuwe gemeentehuis Deerlijk
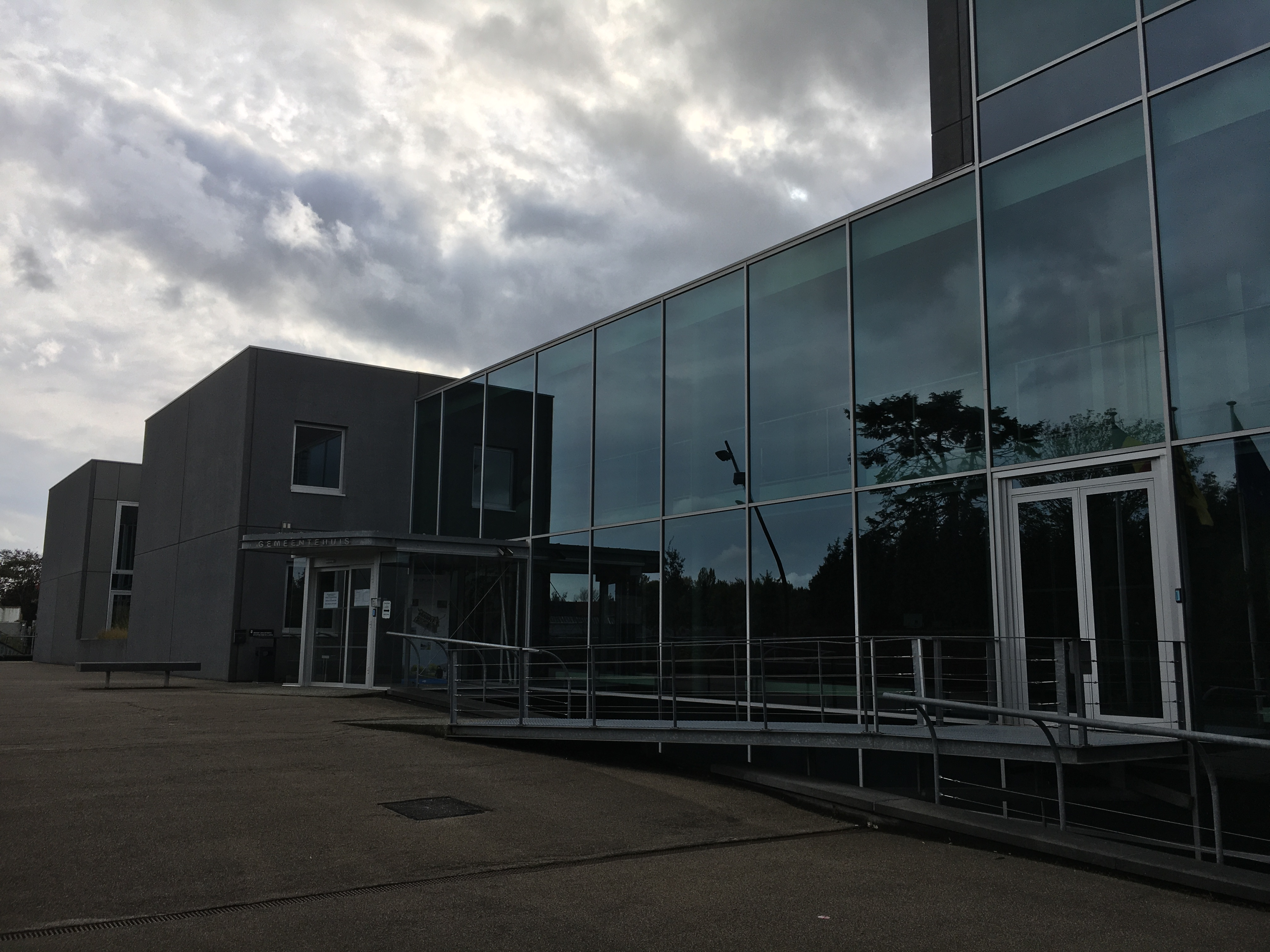
Nieuwe gemeentehuis Deerlijk